# Phalaenopsis lowii
Espèce
Phalaenopsis lowii est une espèce de plantes à fleurs de la famille des Orchidaceae (les orchidées) et du genre Phalaenopsis originaire de Birmanie.